# Дрейпер, Скотт
Скотт Деннис Дрейпер (англ. Scott Dennis Draper; родился 5 июня 1974 года в Брисбене, Австралия) — австралийский теннисист, тренер, а также игрок в гольф и телекомментатор.
- Победитель 1 турнира Большого шлема в миксте (Australian Open-2005).
- Победитель 1 турнира ATP в одиночном разряде.
- Победитель 1 юниорского турнира Большого шлема в парном разряде (Уимблдон-1992).
- Полуфиналист 1 юниорского турнира Большого шлема в одиночном разряде (Australian Open-1992).
- Экс-5-я ракетка мира в юниорском парном рейтинге.

## Общая информация
Скотт — один из трёх детей Денниса и Бронвин Дрейперов; его брата зовут Марк, а сестру — Шэрон. Вся семья играет в теннис, но до профессионального тура добрались лишь сыновья. Уроженец Брисбена впервые попробовал себя в этой игре в четыре года. Любимые покрытия Дрейпера — грунт и хард.
Двоюродная сестра Скотта — Петрия Томас — титулованная австралийская пловчиха.
Австралиец основал специальный благотворительный фонд имени своей первой жены Келли, помогающий людям бороться с муковисцидозом — болезнью, от которой она скончалась в 1999 году. Ныне Дрейпер во второй раз женат: у него и его супруги Джессики есть двое детей — сын Джейден Скотт (род. 2007) и дочь Джейми (род. 2008).

## Спортивная карьера

### 1992—2003
Скотт неплохо играл в теннис с детских лет: к 1992 году он дорос до равной борьбы в соревнованиях старших юниоров, отметившись несколькими хорошими результатами на турнирах Большого шлема как в одиночном так и в парном разряде. В январе 1992 года он дошёл до полуфинала одиночного турнира Austrlain Open, а пять месяцев спустя выиграл парный титул на Уимблдоне (в финале, в затяжной борьбе, Скотт и Стивен Балдас переиграли Махеша Бхупати и Ниттена Киртане.
Завершив выступления среди сверстников, Дрейпер стал всё активнее участвовать в соревнованиях профессионального тура: новый уровень конкуренции позволил улучшать свою игру и вскоре австралиец стал серьёзной силой не только на турнирах ITF, но и всё чаще стал участвовать в «челленджерах» и соревнованиях основного тура ATP. В 1995 году произошло резкое улучшение результатов: Дрейпер за год отыгрывает 246 позиций в классификации, поднявшись в первую сотню рейтинга; основной успех был сделан весной, когда австралиец добрался до четвертьфинала крупного турнира в Токио, выиграл челленджер в Нагое и добрался до четвёртого круга на Roland Garros, отметившись рядом побед над игроками третьего десятка. На следующий год завоёванные позиции удаётся закрепить, а в начале 1997 года приходит первый финал на соревнованиях основного тура ATP: в Аделаиде он переигрывает Богдана Улиграха, но уступает в схватке за титул Тодду Вудбриджу.
Закрепившись в середине первой сотни рейтинга Скотт время от времени играет на равных с многими представителями первой и второй десятки, иногда обыгрывает их (например, в мае 1997 года на призе серии Masters в Риме удаётся в равном поединке справиться с Томасом Мустером, а месяц спустя на травяных кортах в Лондоне переиграть Майкла Чанга), но на более высокий средний уровень результатов для себя выйти так и не может. В июне 1998 года к австралийцу приходит его единственный титул на одиночных соревнованиях основного тура ATP: на всё том же травяном лондонском турнире; а в мае следующего года он поднимается на высшую для себя сорок вторую строчку в одиночной классификации, большего не дают добиться периодические проблемы с коленями и прогрессирующая болезнь жены. В августе 1999 года болезнь наконец побеждает Келли, что крайне негативно сказывается на результатах Дрейпера: попытка отвлечься в игре уже в первом матче кончилась разгромом от Пола Голдстейна. Взяв паузу в карьере австралиец не смог быстро вернуть былые позиции и, вскоре, был вынужден играть самые небольшие чемпионаты, дабы хоть как-то насобирать приличный рейтинг. Постепенно Дрейпер стал возвращать былую стабильность: к октябрю 2003 года, за счёт нескольких успехов на второстепенных соревнованиях ATP он набирает достаточно очков, чтобы подняться обратно в число сотни ведущих теннисистов мира.

### 2004-13
За новым подъёмом последовала новая пауза: на этот раз из-за проблем со здоровьем. Скотт усугубляет застарелые проблемы с коленями на «челленджере» в Тибуроне и, решая их вынужден пропустить весь следующий 2004 год. В 2005 году Дрейпер пробовал вернуться, но на пяти турнирах не смог выиграть ни единого матча и прекратил карьеру профессионального игрока.
Парные результаты австралийца всегда заметно уступали его одиночным выступлениям: за карьеру он так и не вошёл даже в сотню сильнейших местной классификации, а на соревнованиях основного тура ATP отметился лишь в одном финале: в 1998 году вместе с Джейсоном Столтенбергом он проиграл титульный матч травяных соревнований в Ньюпорте. При этом в отдельно взятых матчах Скотт мог настолько хорошо дополнять партнёра по команде, что им не страшны были и ведущие дуэты мира: например, в июле 1995 года, вместе с братом Марком, они обыграли в Вашингтоне Патрика Гэлбрайта и Гранта Коннелла; а в январе следующего — на Australian Open — вместе со Столтенбергом они прошли Цирила Сука и Даниэля Вацека. Был в конце карьеры Дрейпера и успех в соревнованиях смешанных пар: вместе с восходящей звездой национального женского тенниса Самантой Стосур он выиграл титул на домашнем турнире Большого шлема, переиграв в полуфинале пару Энди Рам / Кончита Мартинес, а в финале — Лизель Хубер и Кевина Ульетта
В последние годы игровой карьеры Скотт также увлёкся гольфом и даже выиграл одно из состязаний австралийского тура.
Австралийская федерация использовала Дрейпера и по окончании его игровой карьеры: Скотт попробовал себя на тренерском поприще, возглавляя различные сборные команды и некоторое время поработав с Ллейтоном Хьюиттом.

## Рейтинг на конец года
| Год  | Одиночный рейтинг | Парный рейтинг |
| 2005 | 718               |                |
| 2004 | 787               |                |
| 2003 | 103               | 244            |
| 2002 | 137               | 451            |
| 2001 | 221               | 374            |
| 2000 | 258               | 291            |
| 1999 | 154               | 360            |
| 1998 | 51                | 273            |
| 1997 | 58                | 270            |
| 1996 | 95                | 191            |
| 1995 | 87                | 168            |
| 1994 | 333               | 420            |
| 1993 |                   | 408            |

## Выступления на турнирах

### Финалы турниров в одиночном разряде

#### Финалы турниров ATP в одиночном разряде (3)

##### Победы (1)
| Титулы (с 1990)                |
| ------------------------------ |
| Турниры Большого Шлема (0+0+1) |
| Кубок Мастерс (0)              |
| ATP Masters (0)                |
| ATP International Gold (0)     |
| ATP International (1)          |

| Титулы по покрытиям | Титулы по месту проведения матчей турнира |
| ------------------- | ----------------------------------------- |
| Хард (0+0+1)        | Зал (0)                                   |
| Грунт (0)           | Зал (0)                                   |
| Трава (1)           | Открытый воздух (1+0+1)                   |
| Ковёр (0)           | Открытый воздух (1+0+1)                   |

| №  | Дата        | Турнир                 | Покрытие | Соперник в финале | Счёт       |
| 1. | 8 июня 1998 | Лондон, Великобритания | Трава    | Лауренс Тилеман   | 7-6(5) 6-4 |

##### Поражения (2)
| №  | Дата            | Турнир              | Покрытие | Соперник в финале | Счёт    |
| 1. | 30 декабря 1996 | Аделаида, Австралия | Хард     | Тодд Вудбридж     | 2-6 1-6 |
| 2. | 20 июля 1998    | Вашингтон, США      | Хард     | Андре Агасси      | 2-6 0-6 |

### Финалы турниров в парном разряде

#### Финалы турнировATPв парном разряде (1)

##### Поражения (1)
| №  | Дата         | Турнир       | Покрытие | Партнёр             | Соперники в финале    | Счёт        |
| 1. | 12 июля 1998 | Ньюпорт, США | Трава    | Джейсон Столтенберг | Даг Флэк Сэндон Столл | 2-6 6-4 6-7 |

### Выступления в смешанном парном разряде

#### Финалы турниров Большого шлема в смешанном парном разряде (1)

##### Победы (1)
| №  | Год  | Турнир          | Покрытие | Партнёрша      | Соперники в финале         | Счёт финала    |
| 1. | 2005 | Australian Open | Хард     | Саманта Стосур | Лизель Хубер Кевин Улльетт | 6-2 2-6 7-6(6) |

### Командные турниры

#### Финалы командных турниров (1)

##### Победы (1)
| №  | Год  | Турнир               | Команда                                             | Соперник в финале          | Счёт |
| 1. | 2001 | Командный кубок мира | Австралия · Артурс, Дрейпер, Кэхилл, Рафтер, Хьюитт | Россия · Кафельников,Сафин | 2-1  |